# Equipo de cetrería
El equipo de cetrería es el elemento principal de esta práctica; sin este no es posible realizarla correctamente, ya que es el conjunto de herramientas que ayudan al cetrero a entrenar al ave. Además de proporcionar protección, tanto para el cetrero como para el ave, durante el entrenamiento.
A continuación se enlistan y describen cada uno de los elementos utilizados por los cetreros: 
- Caperuza o capirote: Se utiliza para cubrirle los ojos al ave y mantenerlo en un estado de calma. Es posiblemente la pieza más importante del equipo de cetrería. Existen varios tipos de caperuzas para las aves rapaces. Las caperuzas son hechas a mano y pueden ser de cuero de puerco o canguro.  Existen dos tipos: 
  - Anglo-India, la cual está hecha de una sola pieza de piel y solamente lleva dos costuras. No lleva horma. Su forma se utiliza para aves de bajo vuelo.
  - Holandesa, consiste en tres piezas hormadas. Se utiliza para aves de alto vuelo, debido a la anatomía de este tipo de animales.[1]

- Guante o lúa: Se utiliza para que el brazo sea cómodo para el ave, a su vez de proteger al cetrero de las garras del animal. Al igual que la caperuza, deben estar confeccionados de piel de puerco o canguro para que las garras no logren traspasarlo.[1]
- Pihuelas: Tiras de cuero resistente que atan las patas de las aves. Su utilidad para el cetrero es para ayudar a mantener el control del ave mientras está en el guante o en la percha. Hay diferentes tipos de pihuelas. La tradicional, la cual, es una tira simple atada especialmente al ave. El otro tipo se conoce como Aylmeri, fabricadas con cuero resistente, deben su nombre al cazador Guy Aylmer.[2] La característica principal es que está compuesta de varios elementos; las muñequeras, las cuales se atan a las patas del rapaz y los ojales, por el cual la misma pihuela pasa, llamado correón de Aylmeri. Últimamente, las pihuelas de nailon han crecido en popularidad debido a su resistencia y ligereza.  La talla de las pihuelas varía dependiendo de la talla del ave.[3]
- Fiador: Es una cuerda ligera de longitud larga (25 metros aprox.) y debe ser de poca inconveniencia para el vuelo del ave. Se ata al destorcedor y sirve para afinzar el ave a la percha con un nudo de cetrería. Se usa al principio del entrenamiento, ya que al superar los 25 metros, el ave puede volar libremente.[3]
- Lonja: La lonja es un elemento utilizado para atar al ave al posadero. Es una cuerda de cualquier material resistente. Se introduce a través del ojal libre en las pihuelas, mientras el otro extremo se ata a la anilla de la percha o banco. Oscila entre 30 y 150 cm, dependiendo del tamaño del ave y des espacio disponible.
- Destorcedor: Es un tornillo que conecta el fiador con las pihuelas. Normalmente esta fabricado de un material resistente como acero inoxidable. El tamaño va de acuerdo al tamaño de las pihuelas utilizadas.[3]
- Silbato: Es la herramienta de entrenamiento utilizada para accionar las reacciones del rapaz. Se usa para acostumbrar al ave al sonido y llamarla al guante. También se usa durante el entrenamiento y el vuelo, por lo que debe ser un silbato de largo alcance.[3]
- Señuelo: Es una pieza hecha de cuero resistente. Este se usa para atraer al ave rapaz mientras se encuentra en vuelo. Usualmente se atan trozos de carne para el ave.[4]
- Báscula: Utilizada para monitorear y controlar el peso del ave y su alimento. Es muy importante, especialmente, para las aves pequeñas. Controlar el peso del ave es fundamental para el correcto entrenamiento de esta. Si el ave se encuentra baja de peso puede encontrarse en riesgo de muerte, por el contrario si está por encima del peso, esta puede huir.
- Transmisor y Receptores: El transmisor está normalmente afianzado a las pihuelas. Se utilizan para ubicar al halcón y determinar la distancia de este del cetrero, por lo que hacen posible saber si el ave ha volado demasiado lejos. Dependiendo de la frecuencia que emita el transmisor al receptor, es posible determinar si el ave esta en vuelo o parada.[5]
- Percha o banco: La familia de aves de ala larga se debe atar sobre un bloque. El cual sostiene de mejor manera el peso del ave. Las aves de ala corta se ponen sobre una percha de arco o redonda.[3]

1. 1 2  Ayago Trigo, I.N. (2011). Artesanía para la Cetrería. Madrid, España: La Alcándara. p. 54-69.
2. ↑  Natural History Museum (2016). «Guy Aylmer». Consultado el 14 de marzo de 2017.
3. 1 2 3 4 5  Rodríguez de la Fuente, Francisco (2016). El Arte de la Cetrería. Madrid: Limusa. p. 65-78.
4. ↑  Real Academia Española (2001). «Señuelo». Consultado el 14 de marzo de 2017.
5. ↑  Roland DG (2016). «Cetrería Bajo Control». Archivado desde el original el 24 de febrero de 2017. Consultado el 14 de marzo de 2017.

- Datos: Q30904106